# Dominick Pezzulo
 (janvier 2024).
Si vous disposez d'ouvrages ou d'articles de référence ou si vous connaissez des sites web de qualité traitant du thème abordé ici, merci de compléter l'article en donnant les références utiles à sa vérifiabilité et en les liant à la section « Notes et références ».
Dominick A. Pezzulo (né le 15 août 1965 et mort à New-York le 11 septembre 2001) est un des dirigeants du département de police du Port Authority Police Department (PAPD) au moment des attentats du 11 septembre 2001 au World Trade Center à New York. Après avoir sauvé des vies, il est mort dans l'effondrement de la tour sud.

## Déroulement des événements
Le matin du 11 septembre 2001, il se porte volontaire pour entrer dans le premier bâtiment du World Trade Center pour lutter contre l'incendie et sauver des vies avec l'aide de deux de ses collègues, le sergent John McLoughlin du PAPD et l'officier Will Jimeno. Pendant que la tour sud s'effondrait, les 3 hommes ont rapidement couru vers l'ascenseur du bâtiment pour tenter de se sortir de l'immeuble. Pezzulo, McLoughlin et Jimeno ont survécu à l'effondrement initial de la tour sud, même s'ils ont failli être tués par la chute des débris.
Sous les décombres du World Trade Center, Pezzulo annonça : « Just remember me, I died trying to save you guys » (« Rappelez-vous juste de moi, qui suis mort en tentant de vous sauver »). Pris sous les décombres, et pour se faire localiser lui et ses amis par les secours, il tire un coup de feu en l'air, puis meurt[réf. nécessaire].

## Hommage
Dans le film World Trade Center d'Oliver Stone, le rôle de Dominick Pezzulo est joué par l'acteur Jay Hernandez.